# Баскетбол на літніх Олімпійських іграх 1996
Змагання з баскетболу на літніх Олімпійських іграх 1996 в Атланті тривали з 20 липня до 4 серпня на двох аренах - в Спортивній залі коледжа Моргаус та Джорджія-Домі. Розіграно 2 комплекти нагород — у змаганнях жіночих та чоловічих збірних. У турнірі взяли участь по 12 жіночих та чоловічих команд, розбитих на групи по шість. За підсумками групових турнірів, до чвертьфіналу потрапили по чотири збірні, які розіграли медалі в матчах на вибування.

## Медалісти
| Дисципліна | Золото | Срібло | Бронза |
| ---------- | --- | --- | --- |
| чоловіки   | США (USA) Чарльз Барклі Пенні Гардевей Грант Гілл Хакім Оладжувон Карл Мелоун Реджі Міллер Шакіл О'Ніл Гарі Пейтон Скотті Піппен Мітч Річмонд Девід Робінсон Джон Стоктон          | Югославія (YUG) Деян Томашевич Мирослав Берич Деян Бодирога Желько Ребрача Предраг Данилович Владе Дівац Александар Джорджевич Саша Обрадович Жарко Паспаль Зоран Савич Никола Лончар Миленко Топич                                      | Литва (LTU) Арвідас Сабоніс Рімас Куртінайтіс Дарюс Лукмінас Саулюс Штомбергас Еуреліюс Жукаускас Шарунас Марчюльоніс Міндаугас Жукаускас Гінтарас Ейнікіс Артурас Карнішовас Ритіс Вайшвіла Томас Пачесас |
| жінки      | США (USA) Тереза Едвардс Доун Стейлі Руті Болтон Шеріл Свупс Дженніфер Ейзі Ліза Леслі Карла Мак-Гі Кеті Стедінґ Катріна Фелісія Мак-Клейн Ребекка Лобо Вінус Лейсі Ніккі Мак-Крей | Бразилія (BRA) Ортенсія Маркарі Оліва Марія Анжеліка Адріана Апаресіда Сантус Лейла Сабрал Марія Паула Сілва Жанет Аркейн Розелі Густаво Марта Собрал Сілвія Сантус Лус Алессандра Сантус де Олівейра Сінтія Сантус Клаудія Марія Пастор | Австралія (AUS) Робін Магер Еллісон Кук Сенді Бронделло Мішел Тіммс Шеллі Сенді Тріша Фаллон Мішелл Чандлер Фіона Робінсон Карла Бойд Дженні Віттл Рейчел Спорн Мішелл Броґан                              |

Здобувши золоту медаль в складі збірної США, Скотті Піппен став першою особою, яка двічі в один і той самий сезон стала чемпіоном НБА (виграв фінал НБА в складі Чикаго Буллз) і олімпійським чемпіоном. Вперше йому це вдалося зробити на Олімпіаді в Барселоні 1992 року в складі "Дрім-Тім", після перемоги в фіналі НБА в складі Чикаго Буллз.

## Кваліфікація
Кожен національний олімпійський комітет (НОК) мав право виставити на регіональні турніри не більш як по одній чоловічій та жіночій збірній з 12-ти гравців. Чинні олімпійські чемпіони та країна-господарка клаліфікувалися автоматично. Путівки на чоловічий та жіночий турніри здобули переможці 5-ти континентальних першостей. Решту путівок серед чоловіків одержали другі й треті медалісти чемпіонату Америки, віце-чемпіони Азії, а також команди, що посіли з 2-го по 4-те місце на чемпіонаті Європи. Решту путівок серед жінок здобули віце-чемпіонки Америки, а також другі та треті медалістки першостей Європи та Азії.

### Чоловіки
| Africa | Америка                        | Азія               | Європа                             | Океанія   | Автоматично кваліфікувалися              |
| ------ | ------------------------------ | ------------------ | ---------------------------------- | --------- | ---------------------------------------- |
| Ангола | Пуерто-Рико Аргентина Бразилія | КНР Південна Корея | ФР Югославія Литва Хорватія Греція | Австралія | США – чемпіони світу і країна-господарка |

### Жінки
| Africa | Америка     | Азія                      | Європа               | Океанія   | Автоматично кваліфікувалися                        |
| ------ | ----------- | ------------------------- | -------------------- | --------- | -------------------------------------------------- |
| Заїр   | Канада Куба | КНР Південна Корея Японія | Україна Італія Росія | Австралія | Бразилія – чемпіонки світу США – країна-господарка |

## Формат
- Дванадцять команд поділено на дві групи по 6 у кожній.
- Команди, що посіли перші чотири місця у групах, потрапляють до плей-оф.
- Команди, що посіли п'яті та шості місця у групах, формують додаткову сітку для визначення місць з 9-го по 12-те.
- Чвертьфінальні пари формуються за такою схемою: A1 – B4, A2 – B3, A3 – B2, A4 – B1.
  - Команди, що програли у чвертьфіналах, формують додаткову сітку для визначення місць з 5-го по 8-ме.
- Команди, які перемогли у півфіналах, грають у фіналі, а ті, що програли, грають у матчі за 3-тє місце.

У разі однакової кількости очок у груповому турнірі:
1. Результати особистих зустрічей
2. Краще процентне співвідношення набраних і пропущених очок в особистій зустрічі.

## Чоловічий турнір

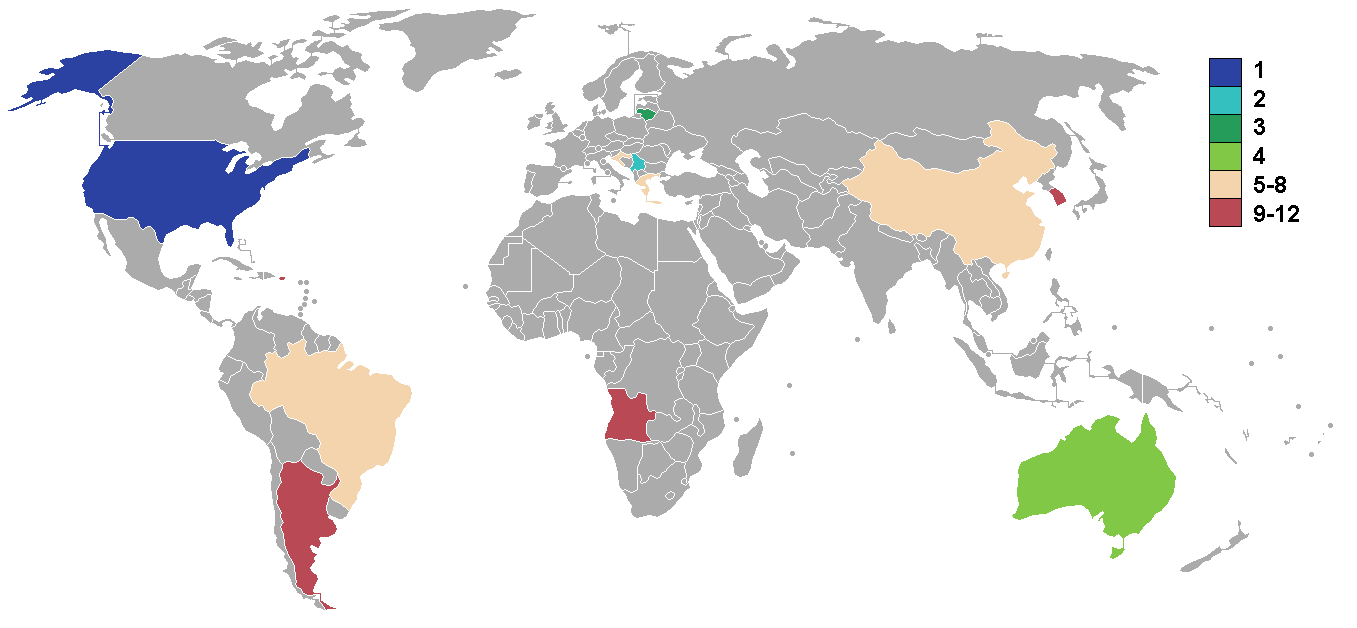
Чоловічі збірні 1996 року.

### Попередній раунд
По чотири найкращі збірні з кожної групи потрапили до чвертьфіналів.

#### Група A
|  | Потрапили до чвертьфіналів |

| Збірна    | В | П | PF  | PA  | PD   | Очок | Поділ |
| --------- | - | - | --- | --- | ---- | ---- | ----- |
| США       | 5 | 0 | 522 | 345 | +177 | 10   |       |
| Литва     | 3 | 2 | 427 | 354 | +73  | 8    | 1W–0L |
| Хорватія  | 3 | 2 | 422 | 386 | +36  | 8    | 0W–1L |
| КНР       | 2 | 3 | 360 | 502 | −142 | 7    | 1W–0L |
| Аргентина | 2 | 3 | 351 | 396 | −45  | 7    | 0W–1L |
| Ангола    | 0 | 5 | 280 | 379 | −99  | 5    |       |

#### Група B
|  | Потрапили до чвертьфіналів |

| Збірна         | В | П | PF  | PA  | PD   | Очок |
| -------------- | - | - | --- | --- | ---- | ---- |
| ФР Югославія   | 5 | 0 | 478 | 364 | +114 | 10   |
| Австралія      | 4 | 1 | 492 | 438 | +54  | 9    |
| Греція         | 3 | 2 | 402 | 416 | −14  | 8    |
| Бразилія       | 2 | 3 | 498 | 494 | +4   | 7    |
| Пуерто-Рико    | 1 | 4 | 447 | 465 | −18  | 6    |
| Південна Корея | 0 | 5 | 422 | 562 | −140 | 5    |

### Матчі на вибування
|  | Чвертьфінали (30 липня) | Чвертьфінали (30 липня) | Чвертьфінали (30 липня) |     |       | Півфінали (1 серпня) | Півфінали (1 серпня) | Півфінали (1 серпня) |                     |                     | Фінал (3 серпня)    | Фінал (3 серпня)    | Фінал (3 серпня) |
|  |                         |                         |                         |     |       |                      |                      |                      |                     |                     |                     |                     |                  |
|  | B1                      | ФР Югославія            | 128                     |     |       |                      |                      |                      |                     |                     |                     |                     |                  |
|  | A4                      | КНР                     | 61                      |     |       |                      |                      |                      |                     |                     |                     |                     |                  |
|  | A4                      | КНР                     | 61                      |     | B1    | ФР Югославія         | 66                   |                      |                     |                     |                     |                     |                  |
|  |                         |                         |                         |     | B1    | ФР Югославія         | 66                   |                      |                     |                     |                     |                     |                  |
|  |                         | A2                      | Литва                   | 58  |       |                      |                      |                      |                     |                     |                     |                     |                  |
|  | A2                      | A2                      | Литва                   | 58  | Литва | 99                   |                      |                      |                     |                     |                     |                     |                  |
|  | A2                      |                         |                         |     | Литва | 99                   |                      |                      |                     |                     |                     |                     |                  |
|  | B3                      | Греція                  | 66                      |     |       |                      |                      |                      |                     |                     |                     |                     |                  |
|  |                         |                         |                         |     |       |                      |                      |                      |                     |                     | B1                  | ФР Югославія        | 69               |
|  |                         |                         | A1                      | США | 95    |                      |                      |                      |                     |                     |                     |                     |                  |
|  | B2                      | Австралія               | 73                      |     |       |                      |                      |                      |                     |                     |                     |                     |                  |
|  | A3                      | Хорватія                | 71                      |     |       |                      |                      |                      |                     |                     |                     |                     |                  |
|  | A3                      | Хорватія                | 71                      |     | B2    | Австралія            | 73                   |                      | Матч за третє місце | Матч за третє місце | Матч за третє місце | Матч за третє місце |                  |
|  |                         |                         |                         |     | B2    | Австралія            | 73                   |                      | Матч за третє місце | Матч за третє місце | Матч за третє місце | Матч за третє місце |                  |
|  |                         | A1                      | США                     | 101 |       |                      |                      |                      |                     |                     |                     |                     |                  |
|  | A1                      | A1                      | США                     | 101 | США   | 98                   |                      | A2                   | Литва               | 80                  |                     |                     |                  |
|  | A1                      |                         |                         |     | США   | 98                   |                      | A2                   | Литва               | 80                  |                     |                     |                  |
|  | B4                      | Бразилія                | 75                      |     |       |                      |                      |                      |                     |                     | B2                  | Австралія           | 74               |

## Жіночий турнір

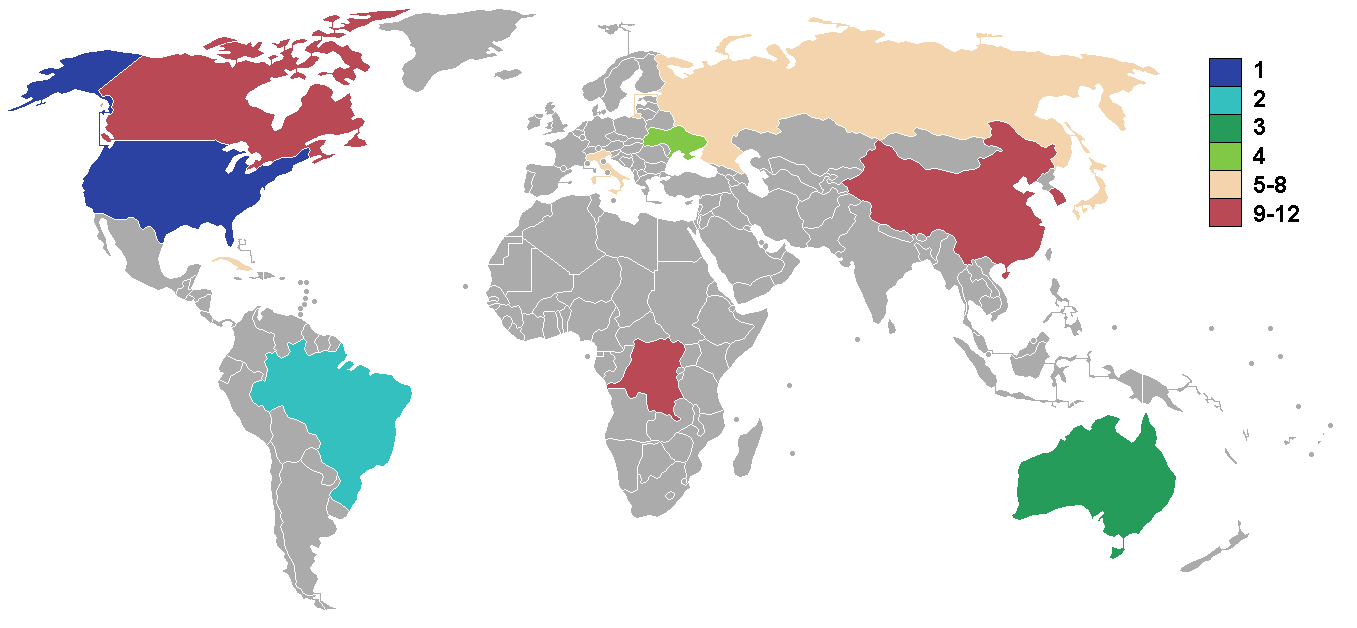
Жіночі збірна 1996 року.

### Попередній раунд
По чотири найкращі збірні з кожної групи потрапили до чвертьфіналів.

#### Група A
|  | Потрапили до чвертьфіналів |

| Збірна   | В | П | PF  | PA  | PD  | Очок |
| -------- | - | - | --- | --- | --- | ---- |
| Бразилія | 5 | 0 | 424 | 360 | +64 | 10   |
| Росія    | 4 | 1 | 378 | 342 | +36 | 9    |
| Італія   | 3 | 2 | 330 | 309 | +21 | 8    |
| Японія   | 2 | 3 | 365 | 396 | −31 | 7    |
| КНР      | 1 | 4 | 347 | 378 | −31 | 6    |
| Канада   | 0 | 5 | 293 | 352 | −59 | 5    |

#### Група B
|  | Потрапили до чвертьфіналів |

| Збірна         | В | П | PF  | PA  | PD   | Очок | Поділ |
| -------------- | - | - | --- | --- | ---- | ---- | ----- |
| США            | 5 | 0 | 507 | 339 | +168 | 10   |       |
| Україна        | 3 | 2 | 354 | 358 | −4   | 8    | 1W–0L |
| Австралія      | 3 | 2 | 369 | 319 | +50  | 8    | 0W–1L |
| Куба           | 2 | 3 | 365 | 377 | −12  | 7    | 1W–0L |
| Південна Корея | 2 | 3 | 347 | 389 | −42  | 7    | 0W–1L |
| Заїр           | 0 | 5 | 287 | 447 | −160 | 5    |       |

### Матчі на вибування
|  | Чвертьфінали (31 липня) | Чвертьфінали (31 липня) | Чвертьфінали (31 липня) |     |         | Півфінали (2 серпня) | Півфінали (2 серпня) | Півфінали (2 серпня) |                     |                     | Фінал (4 серпня)    | Фінал (4 серпня)    | Фінал (4 серпня) |
|  |                         |                         |                         |     |         |                      |                      |                      |                     |                     |                     |                     |                  |
|  | B1                      | Бразилія                | 101                     |     |         |                      |                      |                      |                     |                     |                     |                     |                  |
|  | A4                      | Куба                    | 69                      |     |         |                      |                      |                      |                     |                     |                     |                     |                  |
|  | A4                      | Куба                    | 69                      |     | B1      | Бразилія             | 81                   |                      |                     |                     |                     |                     |                  |
|  |                         |                         |                         |     | B1      | Бразилія             | 81                   |                      |                     |                     |                     |                     |                  |
|  |                         | A2                      | Україна                 | 60  |         |                      |                      |                      |                     |                     |                     |                     |                  |
|  | A2                      | A2                      | Україна                 | 60  | Україна | 59                   |                      |                      |                     |                     |                     |                     |                  |
|  | A2                      |                         |                         |     | Україна | 59                   |                      |                      |                     |                     |                     |                     |                  |
|  | B3                      | Італія                  | 50                      |     |         |                      |                      |                      |                     |                     |                     |                     |                  |
|  |                         |                         |                         |     |         |                      |                      |                      |                     |                     | B1                  | Бразилія            | 87               |
|  |                         |                         | A1                      | США | 111     |                      |                      |                      |                     |                     |                     |                     |                  |
|  | B2                      | Росія                   | 70                      |     |         |                      |                      |                      |                     |                     |                     |                     |                  |
|  | A3                      | Австралія               | 74                      |     |         |                      |                      |                      |                     |                     |                     |                     |                  |
|  | A3                      | Австралія               | 74                      |     | A3      | Австралія            | 71                   |                      | Матч за третє місце | Матч за третє місце | Матч за третє місце | Матч за третє місце |                  |
|  |                         |                         |                         |     | A3      | Австралія            | 71                   |                      | Матч за третє місце | Матч за третє місце | Матч за третє місце | Матч за третє місце |                  |
|  |                         | A1                      | США                     | 93  |         |                      |                      |                      |                     |                     |                     |                     |                  |
|  | A1                      | A1                      | США                     | 93  | США     | 108                  |                      | A2                   | Україна             | 56                  |                     |                     |                  |
|  | A1                      |                         |                         |     | США     | 108                  |                      | A2                   | Україна             | 56                  |                     |                     |                  |
|  | B4                      | Японія                  | 93                      |     |         |                      |                      |                      |                     |                     | A3                  | Австралія           | 66               |

## Підсумкове положення
| Місце                                   | Чоловіки       | Чоловіки | Чоловіки | Чоловіки | Жінки          | Жінки | Жінки | Жінки |
| Місце                                   | Збірна         | Ігор     | В        | П        | Збірна         | Ігор  | В     | П     |
| --------------------------------------- | -------------- | -------- | -------- | -------- | -------------- | ----- | ----- | ----- |
| 1                                       | США            | 8        | 8        | 0        | США            | 8     | 8     | 0     |
| 2                                       | ФР Югославія   | 8        | 7        | 1        | Бразилія       | 8     | 7     | 1     |
| 3                                       | Литва          | 8        | 5        | 3        | Австралія      | 8     | 5     | 3     |
| 4-те                                    | Австралія      | 8        | 5        | 3        | Україна        | 8     | 4     | 4     |
| Програли в чвертьфіналах                |                |          |          |          |                |       |       |       |
| 5-те                                    | Греція         | 8        | 5        | 3        | Росія          | 8     | 6     | 2     |
| 6-те                                    | Бразилія       | 8        | 3        | 5        | Куба           | 8     | 3     | 5     |
| 7-ме                                    | Хорватія       | 8        | 4        | 4        | Японія         | 8     | 3     | 5     |
| 8-ме                                    | КНР            | 8        | 2        | 6        | Італія         | 8     | 3     | 5     |
| Посіли 5-ті місця в попередньому раунді |                |          |          |          |                |       |       |       |
| 9-те                                    | Аргентина      | 7        | 4        | 3        | КНР            | 7     | 3     | 4     |
| 10-те                                   | Пуерто-Рико    | 7        | 2        | 5        | Південна Корея | 7     | 3     | 4     |
| Посіли 6-ті місця в попередньому раунді |                |          |          |          |                |       |       |       |
| 11-те                                   | Ангола         | 7        | 1        | 6        | Канада         | 7     | 1     | 6     |
| 12-те                                   | Південна Корея | 7        | 0        | 7        | Заїр           | 7     | 0     | 7     |